# 北建州
北建州，南北朝时北齐设立的州，约在今河南省信阳市固始县。
北齐在固始县（今河南省固始县东北桥沟乡谢集村）置北建州。刘宋本设新蔡郡，北齐攻打南梁而夺取，设北建州。后废除北建州，仍设新蔡郡。北周灭北齐后，设立浍州，隋炀帝时，固始县属于弋阳郡。